# Serhat
Ahmet Serhat Hacıpaşalıoğlu (født 24. Oktober 1964 i Istanbul), kendt som Serhat, er tyrkisk sanger, producer og tv-vært.
Serhat er født og opvokset i Istanbul og startede sin producerkarriere ved etableringen af sit selskab End Productions i 1994. Samme år startede han med at producere og være vært for et quiz-show på den tyrkiske tv-station TRT med navnet Riziko! (den tyrkiske version af det amerikanske quiz-show Jeopardy!). I 1997 begyndte han sin musikkarriere med sin første single "Rüya-Ben Bir Daha". Ved siden af sit øvrige tv-vært- og producerarbejde fortsatte han sin musikkarriere og udgav i 2004 "Total Disguise" (Duet med Viktor Lazlo), I 2005 "Chocolate Flavour", i 2008 "I Was So Lonely", "No No Never (Moscow-Istanbul)" og "Ya + Ti" (russiske version af "Total Disguise", alle tre duetter med Tamara Gverdtsiteli), i 2014 "Je M’Adore". 
Serhat repræsenterede San Marino ved Eurovision Song Contest 2016 i Stokholm, men han kvalificerede sig ikke til finalen, da han havnede på en 12. plads i semifinale 1. 
Han repræsenterede igen San Marino ved Eurovision Song Contest 2019 i Tel Aviv, hvor han kvalificerede sig til finalen og fik en 19. plads.

## Tidlige år og opvækst
Serhat blev født d. 24. oktober 1964 i Istanbul, Tyrkiet. Hans far, İsmail Hakkı, var søofficer født i Trabzon, hvor hans mor også stammer frao. Han gik i skole i İcadiye, Üsküdar, og senere på Deutsche Schule Istanbul (tysk gymnasium) i Beyoğlu, Istanbul. Han afsluttede sin uddannelse som tandlæge på Istanbul Universitet i 1988. I 1990 gennemførte han to måneders obligatorisk militærtjeneste i Burdur.

## Karriere

### Tv og arrangementer
Serhat etablerede sit eget produktionsselskab i 1994, End Productions. Efter en aftale med den tyrkiske tv-station TRT blev selskabet producer af quiz-showet Riziko!, som er den tyrkiske version af det amerikanske quiz-show Jeopardy!. Serhat var ligeledes vært på showet, som gik i luften d. 3. oktober 1994. I 1995 modtog han to Golden Butterfly-priser (tyrkisk: Altın Kelebek), en for "Bedste mandlige vært af året" og en for "Bedste quizshow af året" for Riziko!. I 1996 modtog han igen prisen "Bedste quizshow af året". Showet kørte over 430 episoder og sluttede ved udgangen af 1996. End Production producerede et quiz-show med navnet Hedef 4 (den tyrkiske version af Connect Four!!), som startede med at blive sendt på tv-stationen TRT 1 i 1996. I 1997 begyndte Serhat at producere quiz-showet Altına Hücum (den tyrkiske version af Midas Touch) for den tyrkiske Kanal 6, som sluttede efter 72 episoder samme år. I 1998 vendte Riziko! tilbage til tv på den tyrkiske Kanal 7 med Serhat som vært. Samme år startede Hedef 4 ligeledes op på Kanal 7 og sluttede året efter. Riziko! sluttede I 1999 og samme år startede Serhat med at være vært for et talk-show på den tyrkiske Kanal 7 med navnet Serhat'la Rizikosuz, som sluttede efter seks episode. Efter nogle få måneder vendte Riziko! tilbage på Kanal 7 i år 2000 og fortsatte 65 episoder. I September 2005 var Serhat med-vært på Show TV's Kalimerhaba sammen med Katerina Moutsatsou, et TV show produceret af End Productions. I slutningen af 2009 dannede Serhat et danseorkester "Caprice the Show" med 18 musikere, som optrådte utallige gange de følgende år.
I sit selskab End Productions organiserede han også nogle årlige begivenheder som fx High Schools Music Contest (Liselerarası Müzik Yarışması, 1998–nu), Megahit-International Mediterranean Song Contest (Megahit-Uluslararası Akdeniz Şarkı Yarışması, 2002-2004) og Dance Marathon (Dans Maratonu, dansekonkurrence mellem hhv. gymnasier og universiteter, 2009-nu).

#### Produktionsudmærkelser
| Serier              | Kanaler       | År                   | Fungerede som | Fungerede som | Noter                               |
| Serier              | Kanaler       | År                   | Vært          | Producer      | Noter                               |
| ------------------- | ------------- | -------------------- | ------------- | ------------- | ----------------------------------- |
| Riziko!             | TRT 1 Kanal 7 | 1994–96 1998–99 2000 | Ja            | Ja            |                                     |
| Hedef 4             | TRT 1 Kanal 7 | 1996–98 1998–99      | Nej           | Ja            |                                     |
| Altına Hücum        | Kanal 6       | 1997                 | Nej           | Ja            |                                     |
| Serhat'la Rizikosuz | Kanal 7       | 1999                 | Ja            | Ja            |                                     |
| Kalimerhaba         | Show TV       | 2005                 | Ja            | Ja            | Vært sammen med Katerina Moutsatsou |

### Musikkarriere
Serhat startede sin musikkarriere i 1997 med en single bestående af to sange "Rüya" og "Ben Bir Daha". I 2004 udgav han sin anden single med navnet "Total Disguise" i duet med den franske sanger Viktor Lazlo. Sangens tekst og musik var skrevet af Olcayto Ahmet Tuğsuz og sangen blev sunget både på engelsk og fransk. Singlen indeholdt også adskillige remix-versioner af sangen. I 2005 optog han "Chocolate Flavour" og sangen blev udgivet sammen med "Total Disguise" som single i Grækenland. I 2008 samarbejdede han med den russisk/georgiske sangerinde Tamara Gverdtsiteli og de indspillede "I Was So Lonely", "No No Never (Moscow-Istanbul)" og "Ya + Ti" (russiske version of "Total Disguise"). Disse sange blev udgivet som singler og ligeledes på Gverdtsiteli's album Vozdushiy Potsyelui (2008).
I 2014 begyndte Serhat at arbejde i Frankrig og Tyskland. Han udgav sin femte single, en fransk sang "Je M’Adore" med en musikvideo instrueret af Thierry Vergnes i Paris. "Je M'Adore" nåede 1. pladsen i 5 uger i træk på Deutsche DJ Black/Pop Charts, 1. pladsen på Black 30, 2. pladsen på British Dance Charts, 8. pladsen på French Dance Charts and 9. pladsen på Swiss Dance Charts. 12. Januar 2016 annoncerede San Marino RTV, at Serhat repræsenterer San Marino I Eurovision Song Contest 2016 i Stockholm.

#### Diskografi
Singler
- 1997: "Rüya-Ben Bir Daha"
- 2004: "Total Disguise" (duet med Viktor Lazlo)
- 2005: "Chocolate Flavour"
- 2008: "I Was So Lonely-No No Never" (duet med Tamara Gverdtsiteli)
- 2014: "Je M'Adore"

### Andet arbejde
Siden 2010 har Serhat været formand for ”Alumni Association of Istanbul German High School” (Tysk: Verein der Ehemaligen Schüler der Deutschen Schule Istanbul, Turkish: İstanbul Alman Liseliler Derneği) og siden 2013 bestyrelsesmedlem af Istanbul German High School Management Association (tysk: Verein zum Betrieb der Deutschen Schule Istanbul, tyrkisk: İstanbul Özel Alman Lisesi İdare Derneği).

## Priser og æresbevisninger
| År   | Priser                  | Kategori                     | Titel   | Resultat |
| ---- | ----------------------- | ---------------------------- | ------- | -------- |
| 1995 | Golden Butterfly Awards | Bedste mandlige vært af året | Riziko! | Vundet   |
| 1995 | Golden Butterfly Awards | Bedste quizshow af året      | Riziko! | Vundet   |
| 1996 | Golden Butterfly Awards | Bedste quizshow af året      | Riziko! | Vundet   |

- 1998: Fair Play Grand Prize by Tyrkiets Olympiske Komité[38]
- 2003: FIDOF (International Federation of Festival Organizations) Annual Golden Transitional Media Ring of Friendship[39]
- 2004: Golden Key of the City of Alexandria[39][40]